# Athyrmina
Athyrmina is een geslacht van vlinders van de familie spinneruilen (Erebidae), uit de onderfamilie Catocalinae.

## Soorten
- A. albigutta Swinhoe, 1895
- A. birthama Swinhoe, 1900
- A. melanosticta Hampson, 1895